# Alexandre Carlo
Alexandre Carlo Cruz Pereira (Brasília, 30 de março de 1974), mais conhecido pelo seu nome artístico Alexandre Carlo é um músico, instrumentista, compositor. É vocalista, guitarrista e letrista da banda brasiliense de reggae Natiruts além de ter um disco de música pop chamado Quartz, lançado em 2014.

## Discografia

### Carreira Solo
Álbuns de estúdio
- Quartz (2013)

### Com oNatiruts
Álbuns de estúdio
- Nativus (1997)
- Povo Brasileiro (1999)
- Verbalize (2001)
- Qu4tro (2002)
- Nossa Missão (2005)
- Raçaman (2009)
- Índigo Cristal (2017)
- I Love (2019)

Álbuns ao vivo
- Natiruts Reggae Power Ao Vivo (2006)
- Natiruts Acústico Reggae Ao Vivo (2012)

DVDs
- Natiruts Reggae Power Ao Vivo (2006)
- Natiruts Acústico Reggae Ao Vivo (2012)

Coletâneas
- Brasil de A a Z (2007)
- Meu Reggae é Roots
- Série Bis: Natiruts (CD duplo)
- O Melhor de Natiruts
- Série Retratos: Natiruts